# Arisdorftunnel
Der Arisdorftunnel ist ein Autobahntunnel in der Schweiz. Der zweiröhrige Tunnel misst 1380 Meter bzw. 1340 Meter Länge und befindet sich auf der Autobahn A2 (Basel–Chiasso) im Kanton Basel-Landschaft zwischen den Autobahnanschlüssen Arisdorf und Sissach. Er unterquert die bewaldeten, hügeligen Ausläufer des Tafeljura in der Nähe von Basel. 

## Bau und Renovierung
Offiziell eröffnet wurde der Tunnel im Jahr 1970, womit er eine Umfahrung des dicht besiedelten Ergolztals bei Liestal ermöglichte. Durch die Wahl dieser Linienführung wurde allerdings das bis dahin weitgehend ursprüngliche Tal des Arisdörfer Baches ökologisch belastet.
Im Jahr 2005 wurde der Tunnel in zwei Etappen von April bis Juni und von September bis Dezember saniert und dabei den seit dem Brand im Gotthardtunnel neu geltenden Sicherheitsstandards angepasst. Während des Umbaus war jeweils eine Röhre gesperrt. Zu den Sanierungen zählen eine Erneuerung der Lüftung (Längslüftung mit Strahlventilatoren), eine optische Leiteinrichtung mit in den Boden eingelassenen Lichtern, eine verbesserte Beleuchtung, Ampeln, Wechselsignale für die Geschwindigkeitsbeschränkung, Kameras, Brandmeldekabel, verbesserte Fluchtweg-Signalisation sowie insgesamt 13 SOS-Kästen. Auch die Fahrbahnbeläge wurden erneuert. Die Kosten für die Sanierung betrugen rund 34 Millionen Franken.
In dem Tunnel galt eine Höchstgeschwindigkeit von 80 km/h. Diese wurde im April 2006 auf 100 km/h erhöht.

## Benutzung
Das Verkehrsvolumen im Tunnel zählt zu den höchsten in der Schweiz, da sich der Tunnel auf der Nord-Süd-Verkehrsachse Deutschland–Italien befindet. Rund 53'900 Fahrzeuge passieren im Durchschnitt täglich den Arisdorftunnel.

## Geschwindigkeitskontrolle
Nach einer Testphase von Mitte September 2010 bis 13. Januar 2011 ist in dem Tunnel in der Fahrtrichtung Süd eine Abschnittsgeschwindigkeitskontrolle (AGK) zur Überwachung der Höchstgeschwindigkeit im Tunnel in Betrieb. Die Anlage erfasst die Fahrzeuge optisch vor der Tunneleinfahrt und nach der Ausfahrt und berechnet die Durchschnittsgeschwindigkeit über die rund 1,5 Kilometer lange Strecke. Wird von einem Fahrzeug das Tempolimit überschritten, so wird ein Foto gemacht, um den Fahrer zu identifizieren. Die Daten werden an die Polizei weitergeleitet. Ist ein Fahrzeug korrekt gefahren, so werden die Aufzeichnungen sofort wieder gelöscht. Das System wird nicht zur Vignettenkontrolle oder Fahndung benutzt.